# 2894 Kakhovka
A 2894 Kakhovka (ideiglenes jelöléssel 1978 SH5) a Naprendszer kisbolygóövében található aszteroida. Ljudmila Ivanovna Csernih fedezte fel 1978. szeptember 27-én. Kahivka (oroszul: Kahovka) ukrán városról nevezték el.